# Хихон-и-Кааманьо, Хасинто
Хасинто Хихон-и-Кааманьо (исп. Jacinto Jijón y Caamaño; 11 декабря 1890, Кито — 17 августа 1950, там же) — эквадорский историк, политический и государственный деятель, археолог, педагог. Мэр Кито (1945—1947). Член эквадорского парламента, кандидат на пост президента Эквадора.

## Биография
Обучался в Университете Кито (ныне Центральный университет Эквадора), пока не отправился в Европу для изучения языков, необходимых для продолжения научной и академической работы, которая стала его страстью на протяжении всей его жизни. Учился в Международном университете Андалусии (Андалусия, Испания).
Вернувшись в Эквадор, основал Эквадорское общество католических исследований, заняв должность историка архиепископа Кито Федерико Гонсалеса Суареса, с которым он встретился в 16-летнем возрасте.
В 1933 г. занимал кафедру эквадорской этнографии в Центральном университете Эквадора.
Начал изучать доиспанских поселений на территории Эквадора. В начале XX века для Эквадора не существовало даже условной схемы последовательности культур. Было лишь ясно, что на территории страны есть памятники, относящиеся к империи инков, и есть отдельные находки, которые могли быть связаны с каменным веком. Между этими культурами был огромный хронологический пробел.
Первым за решение этой задачи взялся археолог-любитель Х. Хихон-и-Кааманьо. Он не только активно изучал эквадорские древности, но и живо интересовался археологией Анд в целом, а также исследованиями в Центральной Америке и Мезо-америке. Обследовал доиспанское поселение недалеко от города Манта, составил карту крупнейших сооружений. Первым использовал по отношению к археологической культуре ранних прибрежных поселений термин Мантеньо, рассматривая их не как традиционное царство, а скорее как торговую сеть наподобие Ганзейского союза.
В 1919 г. Х. Хихон-и-Кааманьо пригласил для работы в Эквадор уже известного к тому времени своими исследованиями в Боливии и Перу немецкого археолога Макса Уле.
Х. Хихон-и-Кааманьо — автор ряда исторических работ и трудов по археологии.

## Избранные публикации
- El examen crítico de la veracidad de la historia del Reino de Quito.
- Un cementerio incásico en Quito y notas acerca de los Incas en Ecuador.
- Contribución al conocimiento de las lenguas indígenas que se hablaron en el Ecuador interandino y occidental: con anterioridad a la conquista española; ensayo provisional … 1919 .
- Puruhuá, contribución al conocimiento de los aborígenes de la provincia del Chimborazo (1921—1924).
- Quito y la independencia de América. Imprenta de la Universidad Central. Quito, (1922) .
- La Edad del Bronce en América del Sur. Imprenta de la Universidad Central. Quito, (1922) .
- Influencia de Quito en la emancipación del continente americano: La independencia (1809—1822). Imprenta de la Universidad Central. Quito, (1924)
- Notas de Arqueología cuzqueña (1928).
- Política Conservadora (2 т. 1929—1934).
- La religión del imperio de los incas: Compendio historial del estado de los indios del Perú. Escuela Tipografía Salesiana, (1931) .
- Sebastián de Benalcázar (1937).
- El Ecuador Interandino y Occidental (1941) (4 т.).
- La expedición floreana de 1846. Talleres del Diario La Patria, (1943).
- Historia de la llamada «Acequia de los Caciques»: en Urcuquí. Editorial Colón, (1944).
- Maranga: Contribución al conocimiento de los aborígenes del Valle del Rimac, Perú. La Prensa Católica, (1949).
- Antropología Prehispánica del Ecuador (1952).
- Política conservadora (2 т.).

Лидер Консервативной партии, сенатор, член Консультативного совета по международным отношениям, первый мэр Кито, кандидат в Президенты Эквадора.
Умер от рака поджелудочной железы.